# Niveotectura
Niveotectura (лат.) — род морских брюхоногих моллюсков семейства Lottiidae. Обитает в северо-западной части Тихого океана. Безвреден для человека, не является объектом промысла. Охранный статус видов рода не оценивался.

## Классификация
На январь 2024 года в род включают два вида:
- Niveotectura funiculata (P. P. Carpenter, 1864)
- Niveotectura pallida (A. Gould, 1859)